# Island Games
Gli Island Games (traducibile come Giochi delle Isole) sono una manifestazione multisportiva che si tiene ogni due anni tra  varie isole e altri piccoli territori, iscritti all'International Island Games Association.

## Storia
Gli Island Games iniziarono nel 1985 col nome di Inter-Island Games, come parte dell'Anno Internazionale dello Sport dell'Isola di Man, ed era inteso come una celebrazione sportiva unica. Geoffrey Corlett, che divenne il primo direttore dei Giochi, contattò non solo le isole che circondano il Regno Unito, ma invitò anche Groenlandia, Islanda, le Fær Øer, Sant'Elena ed altri a partecipare.
Inizialmente, quindici isole con 600 atleti e ufficiali di gara presero parte a sette sport, con il costo totale per il mantenimento dei Giochi di £70 000. Gli eventi atletici ebbero luogo su una pista d'erba in uno stadio con una capacità di 10 000 spettatori. I giochi del 1985 ebbero tanto successo che fu deciso di tenere un evento simile due anni dopo.

## Partecipanti
La IIGA fu fondata sull'Isola di Man nel 1985. I costituenti sono isole di, o associati a, nove paesi sovrani (Canada, Danimarca, Estonia, Finlandia, Grecia, Norvegia, Regno Unito, Spagna e Svezia).
I membri correnti della IIGA sono:
- Alderney
- Anglesey
- Bermuda
- Ebridi Esterne
- Fær Øer
- Frøya
- Gibilterra
- Gotland
- Groenlandia
- Guernsey
- Hitra
- Isola di Man
- Isola di Wight
- Isole Åland
- Isole Cayman
- Isole Falkland
- Isole Orcadi
- Isole Shetland
- Jersey
- Minorca
- Rodi
- Saaremaa
- Sant'Elena, Ascensione e Tristan da Cunha
- Sark

Gibilterra è l'unico membro dell'IIGA a non essere isola o arcipelago. Si tratta infatti di un'appendice della penisola iberica, che condivide 1,2 km di confine con la Spagna, ma è vista come un'isola dal punto di vista geopolitico.

## Edizioni

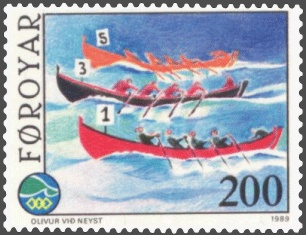
Francobollo faroese dei Giochi 1989: Regata

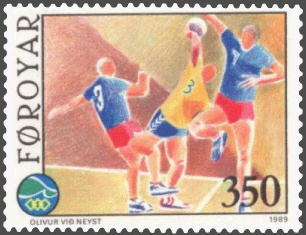
Pallamano

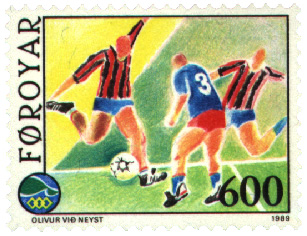
Calcio

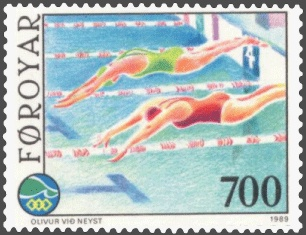
Nuoto

| Anno | Edizione                                      | Sede                                          | Sede                                          | Date                                          | Partecipanti                                  | Sport                                         | Atleti                                        |
| ---- | --------------------------------------------- | --------------------------------------------- | --------------------------------------------- | --------------------------------------------- | --------------------------------------------- | --------------------------------------------- | --------------------------------------------- |
| 1985 | Island Games 1985                             |                                               |                                               | 18 luglio 24 luglio                           | 15                                            | 7                                             | 700                                           |
| 1985 | Island Games 1985                             | Isola di Man                                  | Regno Unito                                   | 18 luglio 24 luglio                           | 15                                            | 7                                             | 700                                           |
| 1987 | Island Games 1987                             | Guernsey (bandiera)                           | Guernsey (bandiera)                           | 10 settembre 17 settembre                     | 18                                            | 9                                             | 1049                                          |
| 1987 | Island Games 1987                             | Guernsey                                      | Regno Unito                                   | 10 settembre 17 settembre                     | 18                                            | 9                                             | 1049                                          |
| 1989 | Island Games 1989                             | Fær Øer (bandiera)                            | Fær Øer (bandiera)                            | 5 luglio 13 luglio                            | 15                                            | 11                                            | 800                                           |
| 1989 | Island Games 1989                             | Fær Øer                                       | Regno di Danimarca                            | 5 luglio 13 luglio                            | 15                                            | 11                                            | 800                                           |
| 1991 | Island Games 1991                             | Isole Åland (bandiera)                        | Isole Åland (bandiera)                        | 23 giugno 29 giugno                           | 17                                            | 13                                            | 1700                                          |
| 1991 | Island Games 1991                             | Isole Åland                                   | Finlandia                                     | 23 giugno 29 giugno                           | 17                                            | 13                                            | 1700                                          |
| 1993 | Island Games 1993                             |                                               |                                               | 3 giugno 9 giugno                             | 19                                            | 14                                            | 1448                                          |
| 1993 | Island Games 1993                             | Isola di Wight                                | Inghilterra                                   | 3 giugno 9 giugno                             | 19                                            | 14                                            | 1448                                          |
| 1995 | Island Games 1995                             | Gibilterra (bandiera)                         | Gibilterra (bandiera)                         | 15 luglio 22 luglio                           | 18                                            | 14                                            | 1214                                          |
| 1995 | Island Games 1995                             | Gibilterra                                    | Territori d'oltremare                         | 15 luglio 22 luglio                           | 18                                            | 14                                            | 1214                                          |
| 1997 | Island Games 1997                             | Jersey (bandiera)                             | Jersey (bandiera)                             | 14 giugno 28 giugno                           | 20                                            | 14                                            | ~ 2000                                        |
| 1997 | Island Games 1997                             | Jersey                                        | Regno Unito                                   | 14 giugno 28 giugno                           | 20                                            | 14                                            | ~ 2000                                        |
| 1999 | Island Games 1999                             | Gotland (bandiera)                            | Gotland (bandiera)                            | 26 giugno 2 luglio                            | 22                                            | 14                                            | 1858                                          |
| 1999 | Island Games 1999                             | Gotland                                       | Svezia                                        | 26 giugno 2 luglio                            | 22                                            | 14                                            | 1858                                          |
| 2001 | Island Games 2001                             |                                               |                                               | 9 luglio 13 luglio                            | 22                                            | 15                                            | 2020                                          |
| 2001 | Island Games 2001                             | Isola di Man                                  | Regno Unito                                   | 9 luglio 13 luglio                            | 22                                            | 15                                            | 2020                                          |
| 2003 | Island Games 2003                             | Guernsey (bandiera)                           | Guernsey (bandiera)                           | 28 giugno 4 luglio                            | 23                                            | 16                                            | 2129                                          |
| 2003 | Island Games 2003                             | Guernsey                                      | Regno Unito                                   | 28 giugno 4 luglio                            | 23                                            | 16                                            | 2129                                          |
| 2005 | Island Games 2005                             | Isole Shetland (bandiera)                     | Isole Shetland (bandiera)                     | 9 luglio 15 luglio                            | 24                                            | 14                                            | ~ 2400                                        |
| 2005 | Island Games 2005                             | Isole Shetland                                | Scozia                                        | 9 luglio 15 luglio                            | 24                                            | 14                                            | ~ 2400                                        |
| 2007 | Island Games 2007                             | Grecia (bandiera)                             | Grecia (bandiera)                             | 30 giugno 6 luglio                            | 25                                            | 14                                            | ~ 3000                                        |
| 2007 | Island Games 2007                             | Rodi                                          | Grecia                                        | 30 giugno 6 luglio                            | 25                                            | 14                                            | ~ 3000                                        |
| 2009 | Island Games 2009                             | Isole Åland (bandiera)                        | Isole Åland (bandiera)                        | 27 giugno 4 luglio                            | 25                                            | 14                                            | ~3300                                         |
| 2009 | Island Games 2009                             | Isole Åland                                   | Finlandia                                     | 27 giugno 4 luglio                            | 25                                            | 14                                            | ~3300                                         |
| 2011 | Island Games 2011                             |                                               |                                               | 25 giugno 1º luglio                           | 25                                            | 17                                            | 2306                                          |
| 2011 | Island Games 2011                             | Isola di Wight                                | Inghilterra                                   | 25 giugno 1º luglio                           | 25                                            | 17                                            | 2306                                          |
| 2013 | Island Games 2013                             | Bermuda (bandiera)                            | Bermuda (bandiera)                            | 13 luglio 19 luglio                           | 22                                            | 14                                            | 1127                                          |
| 2013 | Island Games 2013                             | Bermuda                                       | Territori d'oltremare                         | 13 luglio 19 luglio                           | 22                                            | 14                                            | 1127                                          |
| 2015 | Island Games 2015                             | Jersey (bandiera)                             | Jersey (bandiera)                             | 27 giugno 3 luglio                            | 24                                            | 14                                            | 2430                                          |
| 2015 | Island Games 2015                             | Jersey                                        | Regno Unito                                   | 27 giugno 3 luglio                            | 24                                            | 14                                            | 2430                                          |
| 2017 | Island Games 2017                             | Gotland (bandiera)                            | Gotland (bandiera)                            | 24 giugno 30 giugno                           | 24                                            | 14                                            | 2333                                          |
| 2017 | Island Games 2017                             | Gotland                                       | Svezia                                        | 24 giugno 30 giugno                           | 24                                            | 14                                            | 2333                                          |
| 2019 | Island Games 2019                             | Gibilterra (bandiera)                         | Gibilterra (bandiera)                         | 6 luglio 12 luglio                            | 24                                            | 14                                            | ~2000                                         |
| 2019 | Island Games 2019                             | Gibilterra                                    | Regno Unito                                   | 6 luglio 12 luglio                            | 24                                            | 14                                            | ~2000                                         |
| 2021 | Edizione rinviata per la Pandemia di COVID-19 | Edizione rinviata per la Pandemia di COVID-19 | Edizione rinviata per la Pandemia di COVID-19 | Edizione rinviata per la Pandemia di COVID-19 | Edizione rinviata per la Pandemia di COVID-19 | Edizione rinviata per la Pandemia di COVID-19 | Edizione rinviata per la Pandemia di COVID-19 |
| 2023 | Island Games 2023                             | Guernsey (bandiera)                           | Guernsey (bandiera)                           | 9 luglio 14 luglio                            | 23                                            | 14                                            | ~3.000                                        |
| 2023 | Island Games 2023                             | Guernsey                                      | Regno Unito                                   | 9 luglio 14 luglio                            | 23                                            | 14                                            | ~3.000                                        |
| 2025 | Island Games 2025                             | Isole Orcadi (bandiera)                       | Isole Orcadi (bandiera)                       |                                               |                                               | 13                                            |                                               |
| 2025 | Island Games 2025                             | Isole Orcadi                                  | Regno Unito                                   |                                               |                                               | 13                                            |                                               |
| 2027 | Island Games 2027                             | Anglesey (bandiera)                           | Anglesey (bandiera)                           |                                               |                                               |                                               |                                               |
| 2027 | Island Games 2027                             | Ynys Môn                                      | Regno Unito                                   |                                               |                                               |                                               |                                               |
| 2029 | Island Games 2029                             | Isola di Man (bandiera)                       | Isola di Man (bandiera)                       |                                               |                                               |                                               |                                               |
| 2029 | Island Games 2029                             | Isola di Man                                  | Regno Unito                                   |                                               |                                               |                                               |                                               |

## Sport
Il paese ospite sceglie tra 12 e 14 differenti sport per i loro Giochi da questa lista:
- Atletica leggera
- Badminton
- Bowling
- Calcio
- Ciclismo
- Ginnastica
- Golf
- Judo
- Nuoto
- Pallacanestro
- Pallavolo
- Squash
- Tennis
- Tennistavolo
- Tiro
- Tiro con l'arco
- Triathlon
- Vela

## Medagliere
| #      | Nazione                                   | Oro  | Argento | Bronzo | Totale |
| ------ | ----------------------------------------- | ---- | ------- | ------ | ------ |
| 1      | Jersey                                    | 418  | 408     | 387    | 1203   |
| 2      | Isola di Man                              | 343  | 333     | 353    | 1029   |
| 3      | Guernsey                                  | 335  | 349     | 363    | 1047   |
| 4      | Gotland                                   | 208  | 173     | 170    | 551    |
| 5      | Fær Øer                                   | 162  | 155     | 183    | 500    |
| 6      | Isole Åland                               | 153  | 160     | 134    | 447    |
| 7      | Isola di Wight                            | 150  | 138     | 182    | 470    |
| 8      | Isole Cayman                              | 65   | 44      | 49     | 158    |
| 9      | Saaremaa                                  | 60   | 72      | 71     | 203    |
| 10     | Bermuda                                   | 56   | 54      | 64     | 174    |
| 11     | Islanda                                   | 50   | 45      | 41     | 136    |
| 12     | Rodi                                      | 50   | 43      | 43     | 136    |
| 13     | Gibilterra                                | 44   | 48      | 74     | 166    |
| 14     | Isole Shetland                            | 37   | 52      | 81     | 170    |
| 15     | Minorca                                   | 28   | 25      | 33     | 86     |
| 16     | Isole Orcadi                              | 19   | 31      | 37     | 87     |
| 17     | Anglesey                                  | 19   | 30      | 38     | 87     |
| 18     | Groenlandia                               | 15   | 19      | 26     | 60     |
| 19     | Isola del Principe Edoardo                | 6    | 6       | 9      | 21     |
| 20     | Malta                                     | 6    | 2       | 2      | 10     |
| 21     | Ebridi Esterne                            | 3    | 5       | 13     | 21     |
| 22     | Sark                                      | 2    | 8       | 6      | 16     |
| 23     | Isole Falkland                            | 1    | 5       | 11     | 17     |
| 24     | Hitra                                     | 1    | 2       | 0      | 3      |
| 25     | Frøya                                     | 1    | 1       | 2      | 4      |
| 26     | Alderney                                  | 0    | 2       | 3      | 5      |
| 27     | Sant'Elena, Ascensione e Tristan da Cunha | 0    | 0       | 2      | 2      |
| Totale | Totale                                    | 2229 | 2221    | 2379   | 6829   |

Dal 2001, i competitori dalle isole con una popolazione inferiore a 10000 (quindi Alderney, Isole Falkland, Froya, Hitra, Sant'Elena e Sark) possono competere anche per l'oro, l'argento e il bronzo Small Island Certificates, con la restrizione che l'argento viene dato solo con un minimo di tre partecipanti e il bronzo con un minimo di quattro.